# Чавес, Мануэль
Мануэ́ль Ча́вес Гонса́лес (исп. Manuel Chaves González; род. 7 июля 1945, Сеута) — испанский политик. Член ИСРП. С 2000 года по 5 февраля 2012 года занимал в большей степени представительский пост председателя партии. С апреля 2009 по декабрь 2011 года входил в правительство Сапатеро в качестве министра территориальной политики. С 1990 по 2009 год возглавлял региональное правительство Андалусии. С 2015 года проходил подозреваемым по коррупционному делу о незаконном предоставлении льгот по трудовому праву в правительстве Андалусии и по приговору, вынесенному Верховным судом Испании 19 ноября 2019 года, был признан виновным и лишился права занимать должности на государственной службе в течение 9 лет.

## Биография
Мануэль Чавес Гонсалес заинтересовался политикой в середине 1960-х годов во время учёбы на юридическом факультете Севильского университета. В это время он познакомился со многими активистами антифранкистского движения, в частности, с Ампаро Рубиалес, Хавьером Пересом Ройо, Рафаэлем Эскуредо и Фелипе Гонсалесом. С 1968 года Чавес принимал активное участие в жизни ИСРП и профсоюза «Всеобщий союз трудящихся». В том же году Чавес получил должность профессора в Севильском университете, в 1972 году — Кадисского университета и в 1976 году — Автономного университета Бильбао. В 1977—1990 годах избирался депутатом нижней палаты испанского парламента. В кабинете Фелипе Гонсалеса Чавес занимал пост министра труда и социального обеспечения с 1986 по 1990 годы. В 1990 году был избран председателем правительства автономного сообщества Андалусия, в 1994 году — генеральным секретарём регионального отделения ИСРП в Андалусии.
После серьёзного поражения ИСРП на выборах в испанский парламент 2000 года и отставки генерального секретаря партии Хоакина Альмунии Чавес возглавил переходную комиссию, взявшую на себя организацию партийного съезда, на котором председателем ИСРП был избран Хосе Луис Родригес Сапатеро. В свою очередь Сапатеро предложил кандидатуру Чавеса на пост председателя партии, который до своей смерти занимал Рамон Рубиаль.
7 апреля 2004 года в ходе перестановок в кабинете министров председатель правительства Сапатеро объявил о назначении Чавеса министром территориальной политики. В этом качестве Чавес отвечал за связи между центральным правительством и автономными сообществами. Помимо этого Чавес получил новую должность третьего заместителя председателя правительства Испании. Его преемником на посту председателя правительства Андалусии стал Хосе Антонио Гриньян.